# Anti-Hitler-Koalition

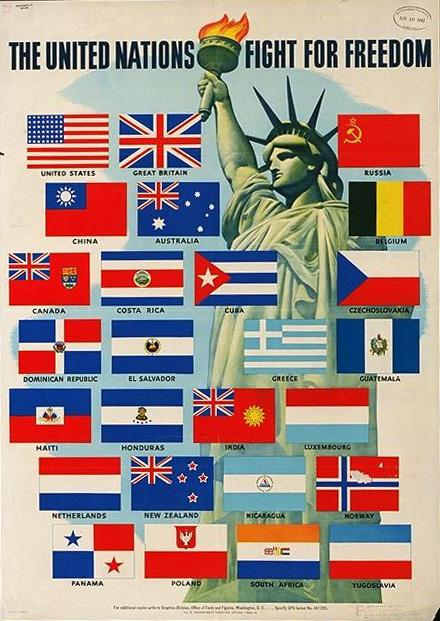
The United Nations Fight for Freedom – US-amerikanisches Poster von 1942

Als Anti-Hitler-Koalition (englisch Anti-Hitler coalition bzw. Great Alliance, russisch Антигитлеровская коалиция) wird das Militärbündnis aus den drei alliierten Hauptmächten Großbritannien, Sowjetunion und USA mit weiteren Staaten bezeichnet, das sich im Zweiten Weltkrieg den Achsenmächten entgegenstellte: dem Deutschen Reich unter Führung Adolf Hitlers, dem faschistischen Königreich Italien und dem Kaiserreich Großjapan. Aus der Anti-Hitler-Koalition gingen 1945 die Vereinten Nationen hervor. Nach dem Waffenstillstand mit Italien sowie den Kapitulationen der Sozialrepublik, Deutschlands (→ bedingungslose Kapitulation der Wehrmacht) und Japans hatte die Koalition ihre militärischen Ziele erreicht und brach auseinander.

## Bezeichnung
Das gegen die Achse gerichtete Bündnis der drei Hauptmächte USA, Sowjetunion und Großbritannien mit einer wachsenden Zahl kleinerer Partner wurde in der westdeutschen Forschung lange einfach als die Alliierten bezeichnet. Die Bezeichnung Anti-Hitler-Koalition war dagegen in der Geschichtsschreibung der Ostblock-Staaten verbreitet. Erst seit den 1970er Jahren wurde sie auch in der westdeutschen Geschichtsschreibung verwendet.

## Vorgeschichte

### Kollektive Sicherheit
Am 2. Mai 1935 schlossen Frankreich und die Sowjetunion einen Beistandspakt, der sich gegen den deutschen Expansionismus richtete. Im Rahmen der Anti-Hitler-Koalition fanden die Bemühungen der Sowjetdiplomatie um kollektive Sicherheit und vor allem auch um Stärkung des Völkerbundes ihre Fortsetzung. Im Dezember 1939 wurde die Sowjetunion jedoch wegen ihres Angriffs auf Finnland – als einziger Staat in der Geschichte dieser Organisation – aus dem Völkerbund ausgeschlossen. Die Aggressoren Deutschland, Italien und Japan waren zwischen 1933 und 1937 selbst aus dem Völkerbund ausgetreten.

### Hitler-Stalin-Pakt
1939/40 hatten der Abschluss des Hitler-Stalin-Pakts und die sowjetische Besetzung Ostpolens, zudem die sowjetische Aggression gegen Finnland und die Annexion der baltischen Staaten in Westeuropa Verwirrung ausgelöst bzw. im Vereinigten Königreich eine stark antisowjetische Stimmung zur Folge.
Das Sowjetregime hingegen schob die Verantwortung für den Beginn und die Ausweitung des Krieges dem Vereinigten Königreich zu und hatte es für eine „verbrecherische Dummheit“ erklärt, Deutschland den Krieg zu erklären. Die Vereinigten Staaten von Amerika wurden beschuldigt, mittels „heuchlerischer Neutralität“ die Kriegsflamme in Europa zu schüren und zu einem Waffenlieferanten für Großbritannien und Frankreich geworden zu sein.

### Entwicklung zu Kriegsbeginn
Nach dem Überfall auf Polen erklärten Frankreich und Großbritannien dem Deutschen Reich am 3. September 1939 den Krieg. Kurz darauf folgten Australien, Neuseeland, Britisch-Indien, Südafrika und Kanada.
Frankreich wurde kurz darauf von Deutschland besiegt und geriet mit dem Waffenstillstand von Compiègne (1940) unter deutsche Besatzung. Trotz der französischen Kapitulation baute General Charles de Gaulle im Ausland die Forces Françaises Libres auf, die auf Seiten der Hauptalliierten bis zur Befreiung Frankreichs und der Besetzung Deutschlands und Österreichs weiterkämpfte.
Dänemark und Norwegen wurden im Unternehmen Weserübung im April 1940 von Deutschland überfallen und besetzt. König Haakon VII. und die norwegische Regierung gingen ins Exil und unterstützten den Kampf gegen Deutschland mit der Handelsflotte, der Norwegischen Exilarmee und Milorg.
Im Juni 1941 fand die erste interalliierte Konferenz in St James’s Palace in London statt.
Alle Ressentiments gegen die Sowjetunion traten mit dem deutschen Angriff auf die Sowjetunion in den Hintergrund. In einer spontanen Rede am 22. Juni 1941 erklärte Winston Churchill, dass seine bisherigen antikommunistischen Äußerungen verblasst seien vor den Vorgängen in Osteuropa, und dass Großbritannien jetzt an der Seite der UdSSR stehe und ihr jegliche Hilfe zukommen lassen werde. Franklin D. Roosevelts Vertrauter und spätere Leiter des Leih- und Pachtprogramms, Harry Hopkins, war zur Vorbereitung der Atlantik-Konferenz in London und wurde auf seine Anregung hin als Sonderbeauftragter nach Moskau gesandt. Bei den Gesprächen mit dem sowjetischen Diktator Josef Stalin erhielt er einen Eindruck über die Entschlossenheit der sowjetischen Kriegführung und deren Materialbedarf. Seine Berichte führten zu einem positiveren Bild Stalins und der Sowjetunion und in Meinungsumfragen sprachen sich die Amerikaner nun mehrheitlich für eine Unterstützung der Sowjetunion aus, so dass Churchill und Roosevelt umfangreiche Hilfsaktionen planen konnten. Hopkins regte die erste Moskauer Konferenz an und die Abgesandten Harriman und Beaverbrook konnten am 1. Oktober erste Lieferabkommen mit der Sowjetunion unterzeichnen.
Im Verlaufe des Krieges sollte sie gewaltige Materiallieferungen erhalten, wobei in erster Linie nicht so sehr die Waffenlieferungen, sondern die Lieferung von – für die neuzeitliche Kriegsführung unerlässlichen – Transportmitteln wie 427.284 Lastkraftwagen, 1.966 Lokomotiven und 11.000 Waggons ausschlaggebend waren. Von größter Bedeutung aber dürften die Lebensmittellieferungen gewesen sein, welche unter anderem 4,5 Mio. Tonnen Fleischkonserven umfassten. Nach Ansicht des Historikers Gregor Schöllgen war die Anti-Hitler-Koalition von Anfang an „eine unnatürliche Allianz“: Allein der Wille, das NS-Regime zu besiegen, verband die totalitär regierte Sowjetunion mit den USA, die für eine freie Wirtschaft und Gesellschaft kämpften. Das Misstrauen der Partner blieb während der ganzen Zeit ihres Bestehens groß, und als das gemeinsame Ziel erreicht war, zerfiel sie rasch. Um Transportmöglichkeiten (Persischer Korridor) und den Zugang zu Öl zu sichern, wurde im August 1941 der deutschlandfreundliche Iran unter Verletzung seiner Neutralität von der Sowjetunion und Großbritannien besetzt.

## Gründung

Gründungsdokument

Die eigentliche Gründung der Anti-Hitler-Koalition mit dem Eigennamen Vereinte Nationen fand nach dem japanischen Angriff auf Pearl Harbor und der Kriegserklärung Deutschlands und Italiens an die Vereinigten Staaten im Dezember 1941 statt. 26 Staaten sandten Delegierte zur Arcadia-Konferenz, die vom Dezember 1941 bis Januar 1942 in Washington, D.C. stattfand. Neben den USA, Großbritannien und der Sowjetunion beteiligten sich Australien, Belgien, China, Costa Rica, die Dominikanische Republik, El Salvador, Griechenland, Guatemala, Haiti, Honduras, Indien, Jugoslawien, Kanada, Kuba, Luxemburg, Neuseeland, Nicaragua, die Niederlande, Norwegen, Panama, Polen, Südafrika und die Tschechoslowakei. Die von Deutschland besetzten Staaten nahmen durch Vertreter ihrer Exilregierungen teil. Sie alle nahmen am 1. Januar 1942 eine gegen den Dreimächtepakt gerichtete Erklärung an, die Deklaration der Vereinten Nationen. Außerdem verpflichteten sich die unterzeichnenden Staaten darin auf die Ziele und Grundsätze der Atlantik-Charta, die von Großbritannien und den USA im August 1941 verkündet worden war, Separatfrieden wurden ausgeschlossen. Auf sowjetischen Wunsch wurde im Dokument vom „Kampf gegen den Hitlerismus“ gesprochen, weil die Sowjetunion einen Krieg mit Japan vermeiden wollte. Das Deutsche Reich wurde als vorrangiger Feind der Koalition definiert, dessen „Niederlage der Schlüssel zum Sieg“ sei. Briten und Amerikaner schufen einen gemeinsamen Operations- und Planungsstab, die Combined Chiefs of Staff mit dem unterstellten Combined Munitions Assignments Board für die gemeinsame Rüstungsanstrengung, deren enge Kooperation maßgeblichen Anteil an den militärischen Erfolgen der Koalition hatten. Die Achsenmächte verfügten nicht einmal ansatzweise über eine vergleichbare Koordinierung ihrer Kriegführung.
Auf der Arcadia-Konferenz wurde für den Krieg im Südwestpazifik (East Indies Barrier) ein gemeinsames internationales Kommando (ABDACOM) der amerikanischen, britischen, niederländischen (Dutch) und australischen Streitkräfte unter General Wavell ohne vorherige Diskussion mit Australien und der niederländischen (Exil-)Regierung beschlossen.
Nach fünfmonatiger Verhandlungsdauer wurde das „Bündnis im Krieg gegen Hitlerdeutschland und seine Verbündeten“ für die nächsten 20 Jahre am 26. Mai 1942 zwischen dem Vereinigten Königreich und der Sowjetunion unterzeichnet.
Im Zuge der Koalitionsbildung sah sich die Sowjetregierung gezwungen, Schritte rückgängig zu machen, die sie im Interesse der Partnerschaft mit Deutschland unternommen hatte. So wurden wieder diplomatische Beziehungen zu den Exilregierungen der Tschechoslowakei, Norwegens, Belgiens, Frankreichs, Griechenlands und Jugoslawiens aufgenommen, die mit Ausnahme Griechenlands alle in Großbritannien amtierten. Auch wurde die Komintern 1943 aufgelöst.

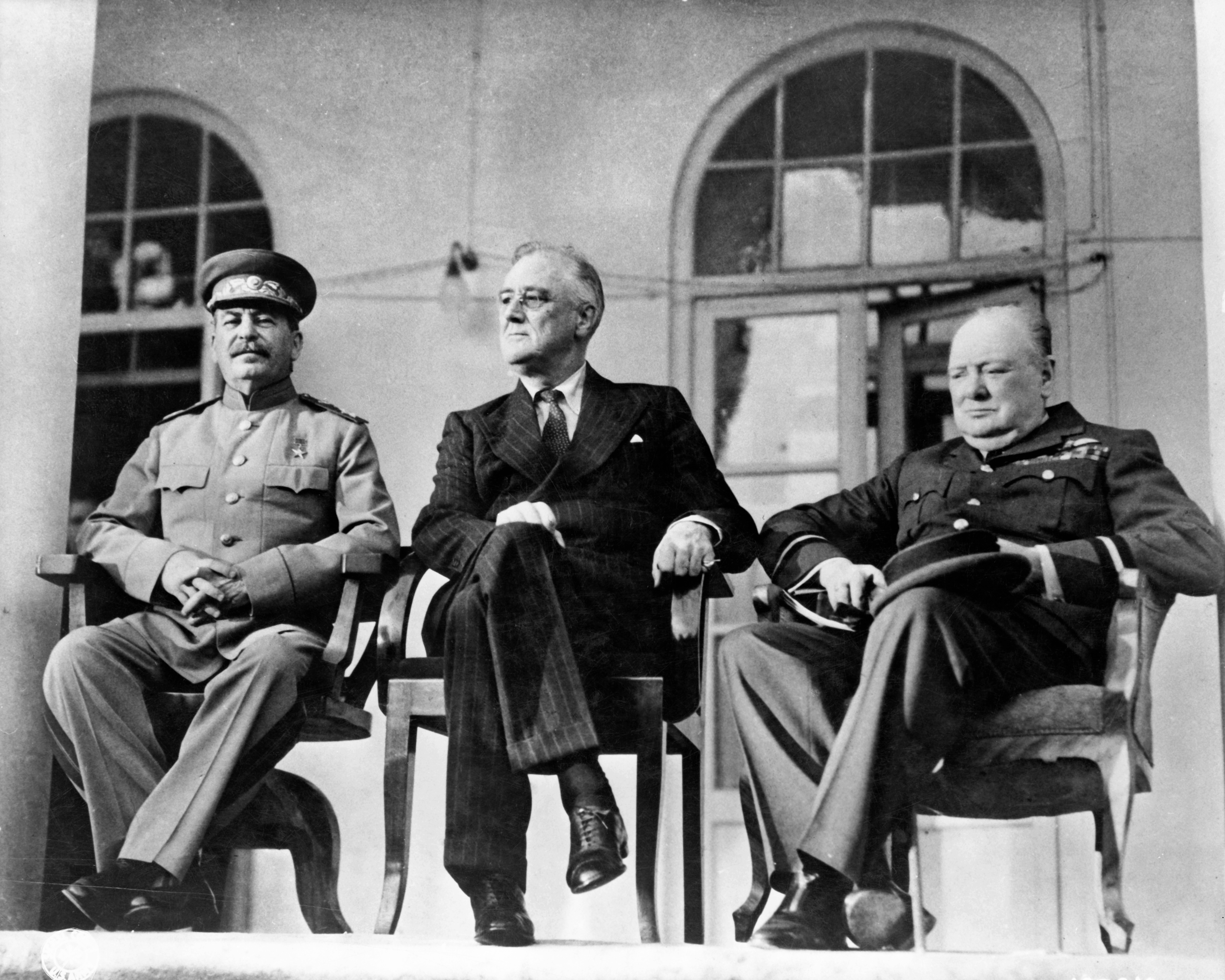
Die Regierungschefs der „Großen Drei“, Stalin, Roosevelt und Churchill, auf der Teheran-Konferenz 1943

Bis 1945 traten weitere 21 Staaten der Anti-Hitler-Koalition bei: Mexiko, die Philippinen und Äthiopien (1942), der Irak, Brasilien, Bolivien, der Iran, Kolumbien (1943), 1944 Liberia, Frankreich (1944) sowie Ecuador, Peru, Chile, Paraguay, Venezuela, Uruguay, Türkei, Ägypten, Saudi-Arabien, der Libanon und Syrien.
Federführend bei der Zurückdrängung der deutschen Wehrmacht und bei der Besetzung Deutschlands waren die Vereinigten Staaten, das Vereinigte Königreich und die Sowjetunion, die daher auch häufig als die „Drei Mächte“ oder „Großen Drei“ bezeichnet werden. Nach dem Krieg wurde Frankreich durch Beschluss der Alliierten nachträglich ebenfalls zur Siegermacht mit eigener Besatzungszone auf dem Territorium des besiegten Deutschen Reiches erkoren und bildete einen Teil der sogenannten Vier Mächte. In Bezug auf Westdeutschland wird unter der zusammenfassenden Bezeichnung Drei Mächte (auch: Drei Westmächte) allerdings Frankreich neben den USA und Großbritannien – im Hinblick auf ihre Vorbehalte – statt der UdSSR verstanden.

## Ziele
Das gegenseitige Misstrauen der großen Mächte war zwar tief, aber sie waren auch aufeinander angewiesen. Roosevelt wollte den sowjetischen Kriegseintritt gegen Japan, Stalin die Zweite Front der Alliierten gegen die Achsenmächte im Zweiten Weltkrieg in Europa. Die ungleichen Bündnispartner mussten Vertrauen zueinander fassen und sich über eigene und gemeinsame Absichten klar werden. Ab 1941 begannen Planungen, Sühne und Wiedergutmachung einzufordern, die geistigen, politischen und materiellen Ursachen und Bedingungen für die begangenen Verbrechen zu ergründen, um eine tragfähige Nachkriegsordnung zu schaffen, um so ungeheuerliche Eroberungs-, Unterwerfungs-, Raub- und Vernichtungskriege wie Deutschland sie führte, unwiederholbar zu machen. Ziel war die bedingungslose Kapitulation der Achsenmächte, um die besiegten Staaten politisch-kulturell neu zu gestalten, die Verantwortlichen zu bestrafen und eine stabile geopolitische Neuordnung Europas. Dabei wurde auch an die Sicherung der eigenen Vormachtstellung gedacht und es gab weit in die Zukunft reichende Anstöße zur Fortentwicklung des Völkerrechts und seiner Verschmelzung mit den Menschenrechten:

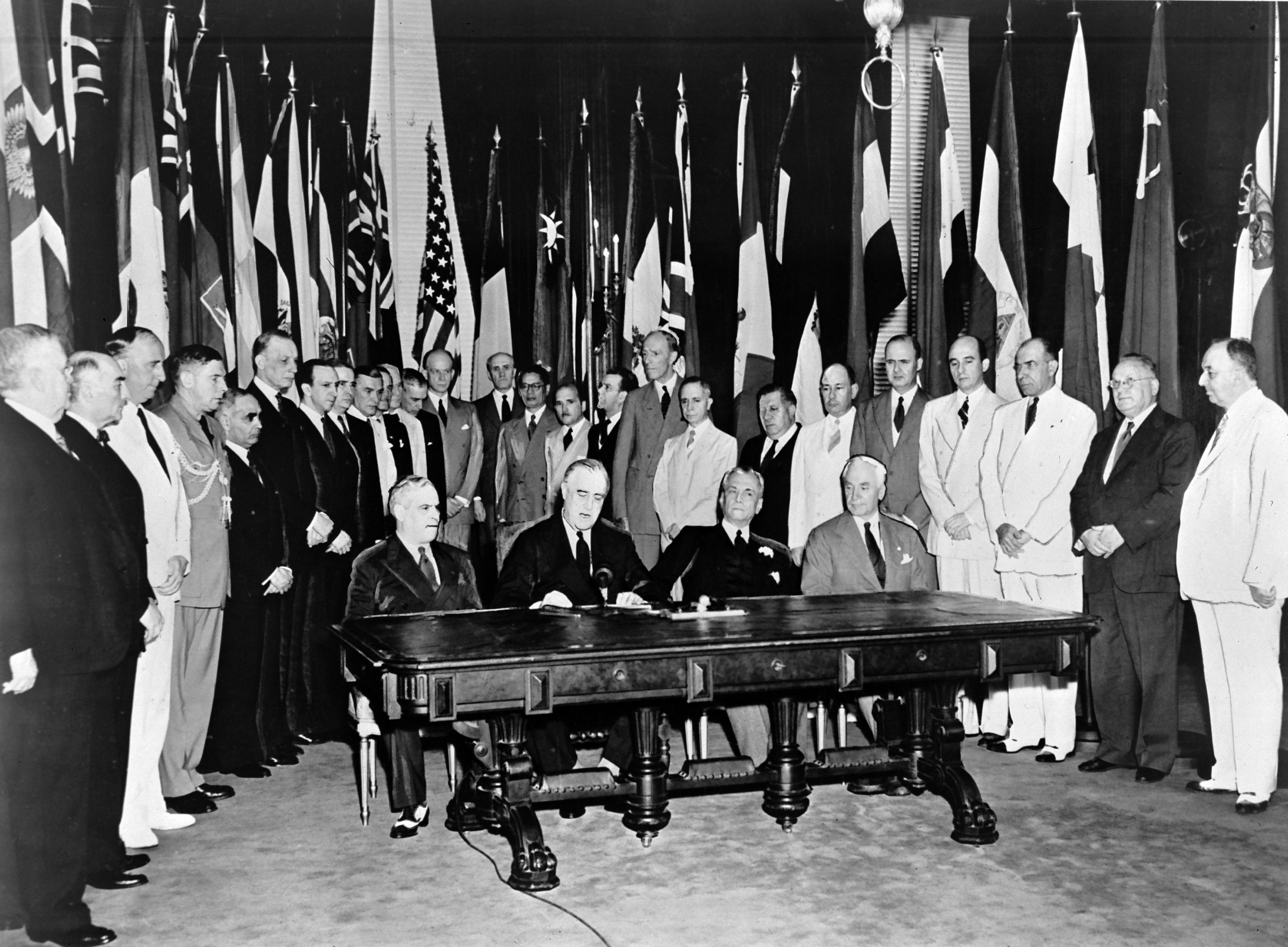
Deklaration der Vereinten Nationen, Washington 1942

- August 1941 wurde die Atlantik-Charta von Roosevelt und Churchill ausgehandelt und später von zehn Staaten einschließlich der Sowjetunion angenommen.
- Januar 1942 wurde in Washington die Deklaration der Vereinten Nationen der Anti-Hitler-Koalition verabschiedet. 26 Staaten verpflichteten sich zum Kampf gegen die Achsenmächte und wollten keinen separaten Waffenstillstand oder Frieden mit den Gegnern aushandeln.
- Die Londoner Erklärung über die Nichtigkeit von Enteignungen während des Krieges folgte 1943.
- Die Moskauer Deklaration vom November 1943 forderte die bedingungslose Kapitulation Deutschlands, die Bestrafung deutscher Gräueltaten und formulierte die Grundzüge einer neuen internationalen Staatenorganisation.
- Im Oktober 1943 wurde von 17 Staaten ohne die Sowjetunion die United Nations War Crimes Commission (UNWCC) zur Beweissicherung und Erfassung von Kriegsverbrechen gegründet.
- Das Bretton-Woods-Abkommen wurde 1944 von 44 Staaten unterzeichnet und sollte Probleme des Güter- und Zahlungsverkehrs beheben und so Wirtschaftskrisen vermeiden.
- Im Juni 1945 wurde auf der Konferenz von San Francisco die Charta der Vereinten Nationen mit Statut für einen zukünftigen Internationalen Gerichtshof unterzeichnet.
- Das Potsdamer Abkommen vom August 1945 betraf die Neuordnung Deutschlands, seine Entmilitarisierung, Reparationen und den Umgang mit Kriegsverbrechern.
- Das Londoner Statut (Viermächte-Abkommen) vom August 1945 definierte erstmals völkerrechtlich verbindlich die strafrechtliche Verantwortlichkeit von Einzelpersonen und bestimmte einen Internationalen Militärgerichtshof (IMT) in Nürnberg.
- Für die japanischen Hauptkriegsverbrecher wurde der Internationale Militärgerichtshof Far East (IMTFE) bestimmt.
- Im Dezember 1946 wurden die Londoner Rechtsgrundsätze von der UN-Vollversammlung anerkannt.
- Im Dezember 1948 erfolgte in Paris die Allgemeine Erklärung der Menschenrechte und im selben Monat wurde die Völkermordkonvention verabschiedet.

## Vereinte Nationen
Das Konzept, ein neues kollektives Sicherheitssystem zu schaffen, das nach dem Krieg den Frieden sichern und Friedensbrüche verhindern sollte, das die Grundlage der Vereinten Nationen bildet, geht auf das Bündnis der Mächte zurück, die Krieg gegen Deutschland, Italien und Japan führten. An den de jure fortexistierenden Völkerbund wollte aber niemand anknüpfen, da dessen Scheitern zu offensichtlich war. Einen ersten Entwurf besprachen Roosevelt und Churchill bereits 1941 auf der Atlantikkonferenz. Zunächst vertrat der amerikanische Präsident die Vorstellung, den Frieden künftig durch eine Hegemonie der Großmächte zu sichern: Nach dem Krieg sollte allein diesen noch gestattet werden, schwere Waffen zu besitzen. Alle anderen müssten radikal abrüsten. In dieses Konzept wollte er später auch die Sowjetunion integrieren, um auf diesem Wege, wie er dem sowjetischen Außenminister Wjatscheslaw Michailowitsch Molotow im Mai 1942 erklärte, „Frieden durch Diktat“ durchzusetzen. Nachdem Großbritannien anfangs dagegen war, fand der Plan doch die Zustimmung der Mächte. Auf der Außenministerkonferenz im Oktober 1943 in Moskau wurde eine entsprechende Vereinbarung geschlossen. Die Großen Drei stimmten auf der Konferenz von Teheran Ende 1943 zu.

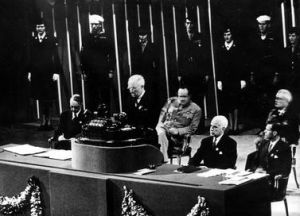
US-Präsident Truman eröffnet die Gründungskonferenz der Vereinten Nationen

Die weitere Ausarbeitung überließ Roosevelt dem State Departement, wo man ein weniger hierarchisches Konzept befürwortete. Auf der Konferenz von Dumbarton Oaks berieten Experten der USA, Großbritanniens, der Sowjetunion und Chinas über die Satzung der geplanten Weltorganisation. Entsprechend ihrer Vorschläge akzeptierten ihre Regierungen im Herbst 1944, eine grundsätzliche Privilegierung der Großmächte mit einer weitgehenden Gleichberechtigung aller Mitglieder zu verbinden: Diese sollte sich in der Generalversammlung der Vereinten Nationen widerspiegeln, jene im Sicherheitsrat. Auf der Konferenz von Jalta wurden im Februar 1945 dann die noch ungelösten Probleme zum Vetorecht der Großmächte im Sicherheitsrat ausgeräumt. Sie luden nun alle Staaten, die im Krieg mit den Achsenmächten standen, zur Konferenz von San Francisco ein, die am 25. April 1945 beginnen sollte. Ein Streit um die Teilnahme Argentiniens, gegen die sich die Sowjetunion aussprach, und Polens, das vom sowjetisch kontrollierten Lubliner Komitee und nicht von seiner Exilregierung vertreten werden sollten, wurde dadurch bereinigt, dass beide nicht teilnahmen. Im Juni 1945 wurde die Charta der Vereinten Nationen durch die Vertreter von 50 Staaten, die auf alliierter Seite am Zweiten Weltkrieg beteiligt waren, unterzeichnet.

## Gegensätze

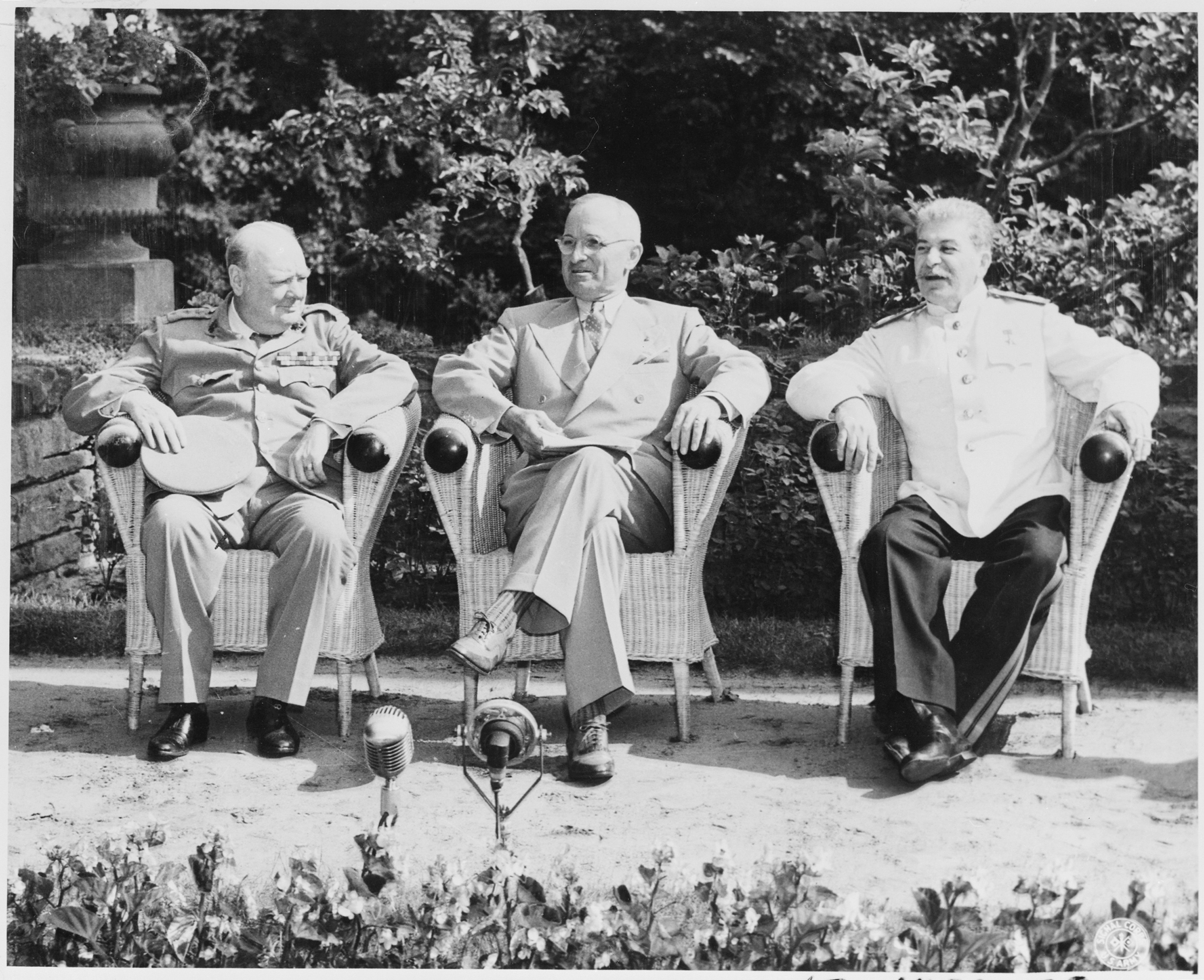
Potsdamer Konferenz: Winston Churchill, Harry S. Truman und Josef Stalin im Juli 1945

Es war in Moskau ausgemachte Sache, dass die anglo-amerikanischen Mächte die Sowjetunion allein aus dem Grund unterstützten, um ihr die Hauptlast des Kampfes aufzubürden. Daraus erklären sich das stets wache Misstrauen der Sowjetunion und die laufend wiederholten Forderungen nach einer zweiten Front. Aufgrund des gegenseitigen Misstrauens kam es zu keiner gemeinsamen militärischen Strategie zwischen den Westmächten und der Sowjetunion.
Schon zu Beginn der Kriegskonferenzen wurde deutlich, wie schwierig die Zusammenarbeit war, sodass die gemeinsam gefundenen Zielformulierungen fast immer für beide Seiten großen Interpretationsspielraum offen ließen. So beschloss man beispielsweise, das besiegte Deutschland nach dem Krieg nach demokratischen Prinzipien wieder aufzubauen – an welche Demokratieform man dabei dachte, wurde bewusst offengelassen, da eine Einigung hierüber kaum zu erwarten war. Den Keim ernsthafter Meinungsverschiedenheiten trug auch der Text der am 14. August 1941 von Churchill und Roosevelt unterzeichneten Atlantik-Charta in sich, in welcher stand, allen Nationen die souveränen Rechte zurückzugeben, denen sie gewaltsam entrissen worden sind und dass alle Völker das Recht haben, selbst die Regierungsform zu wählen, unter der sie leben wollen. Hier befanden sich die Sowjetunion aufgrund ihrer Annexionen, aber auch die Alliierten aufgrund ihrer Kolonien gegenseitig in überaus anfechtbaren Positionen.
Größte Schwierigkeiten gab es bezüglich eines Übereinkommens mit der polnischen Exilregierung, da diese die Anerkennung der Integrität der Republik Polen innerhalb der alten Grenzen einforderte. Da Moskau diesbezügliche Erörterungen ablehnte, wurde diese Frage auf britischen Druck hin offiziell mit Stillschweigen übergangen und unter Vorbehalt am 14. August 1941 ein polnisch-sowjetisches Militärabkommen unterzeichnet. Das Verhältnis zwischen der polnischen Exilregierung und Moskau erkaltete jedoch immer mehr, da die Freilassung von polnischen Kriegsgefangenen kaum Fortschritte machte und sich Moskau weigerte, die Zuständigkeit der polnischen Regierung auf Bürger der annektierten polnischen Gebiete anzuerkennen. Den dortigen Einwohnern wurde die sowjetische Staatsbürgerschaft aufgezwungen. Nicht eine der rund 50 offiziellen Anfragen an die Sowjetregierung bezüglich der polnischen Militärgefangenen wurde beantwortet. Bei einer offiziellen Unterredung mit Władysław Sikorski, dem Ministerpräsidenten der polnischen Exilregierung, gab Stalin an, dass alle polnischen Gefangenen entkommen und in die Mandschurei geflohen seien. Zwei Tage nach der Bekanntgabe im deutschen Rundfunk über die Entdeckung der Leichen polnischer Offiziere in Katyn wurde dann aber von der Sowjetregierung erklärt, die mit Bauarbeiten beschäftigten Polen seien bei Smolensk „den deutsch-faschistischen Henkern in die Hände gefallen“. Als nach der Entdeckung der Massengräber von Katyn die polnische Regierung eine Untersuchung durch das Internationale Komitee vom Roten Kreuz (IKRK) forderte, brach Moskau die Beziehung zu der polnischen Regierung unter dem Vorwurf ab, dass diese in Kontakt mit der Hitlerregierung stehe und sich einer faschistischen Verleumdungskampagne angeschlossen habe.
Die Anti-Hitler-Koalition zerbrach bald nach Ende des Krieges. Spätestens seit der Truman-Doktrin und seit der Rede von Andrei Alexandrowitsch Schdanow vom 30. Juli 1947 wurde offen von einer geteilten Welt (Zwei-Lager-Theorie) gesprochen: Es begann die Ära des Kalten Krieges.